# Cantón de Dun-sur-Meuse
El cantón de Dun-sur-Meuse era una división administrativa francesa, que estaba situada en el departamento de Mosa y la región de Lorena.

## Composición
El cantón estaba formado por diecisiete comunas:
- Aincreville
- Brieulles-sur-Meuse
- Cléry-le-Grand
- Cléry-le-Petit
- Doulcon
- Dun-sur-Meuse
- Fontaines-Saint-Clair
- Liny-devant-Dun
- Lion-devant-Dun
- Milly-sur-Bradon
- Mont-devant-Sassey
- Montigny-devant-Sassey
- Murvaux
- Sassey-sur-Meuse
- Saulmory-et-Villefranche
- Villers-devant-Dun
- Vilosnes-Haraumont

## Supresión del cantón de Dun-sur-Meuse
En aplicación del Decreto nº 2014-166 de 17 de febrero de 2014, el cantón de Dun-sur-Meuse fue suprimido el 22 de marzo de 2015 y sus 17 comunas pasaron a formar parte del nuevo cantón de Stenay.